# Buket Panjou
Buket Panjou is een bestuurslaag in het regentschap Aceh Timur van de provincie Atjeh, Indonesië. Buket Panjou telt 444 inwoners (volkstelling 2010).